# إتش تي سي 7 موزرت
إتش تي سي 7 موزرت (أو إتش تي سي موزرت) (بالإنجليزية: HTC 7 Mozart) هو هاتف محمول ذكي يستخدم نظام تشغيل ويندوز فون 7.
وهو من تصميم وتصنيع شركة إتش تي سي.

## الوزن
130 جرامًا (4.59 أونصة) مع البطارية.

## الشاشة
النوع: شاشة تعمل باللمس مع إمكانية الضغط للتكبير/التصغير
الحجم: 3.7 بوصات
الدقة: 480 x 800 WVGA

## سرعة المعالج
1 جيجا هرتز

## التخزين
الذاكرة الداخلية: 8 جيجا بايت
ROM: 512 ميجا بايت
RAM: 576 ميجا بايت

## الموصلات
موصل صوت استيريو 3.5 ملم
micro-USB قياسي micro-USB 2.0 (ذو 5 دبابيس)

## المستشعرات
G-Sensor
البوصلة الرقمية
مستشعر القرب
مستشعر الضوء المحيط

## الكاميرا
كاميرا ملونة 8 ميجا بكسل
تركيز تلقائي وفلاش زينون
تسجيل فيديو 720p HD
مناظر متضمنة تشمل الغسق والمناظر الطبيعية والصور الشخصية التي توافق بيئة موضوعك